# 히로세 유이치
히로세 유이치(일본어: 広瀬優一, 2001년 8월 9일 ~ )는 일본기원 소속의 일본의 바둑 기사이다.

## 생애 및 입문
도쿄도 출신으로 2016년에 후지사와 가즈나리 8단의 문하생으로 입단했다.

## 입상
- 2016년 후지사와 가즈나리 8단의 문하생으로 입문, 초단
- 2017년 2단 승단
- 2018년 제43기 일본 신인왕전 우승, 생애 첫 타이틀 (상대 오니시 겐야 3단)
- 2019년 3단 승단, 2019년 상금랭킹 3단 2위
- 2020년 1월 4단 승단(상금랭킹에 의해 승단)
- 2021년 1월 5단 승단(상금랭킹에 의해 승단)
- 2022년 1월 6단 승단(상금랭킹에 의해 승단)
- 2023년 1월 7단 승단(상금랭킹에 의해 승단), 제18회 약리전 우승(상대 고이케 요시히로 7단)